# Edward B. Curtis

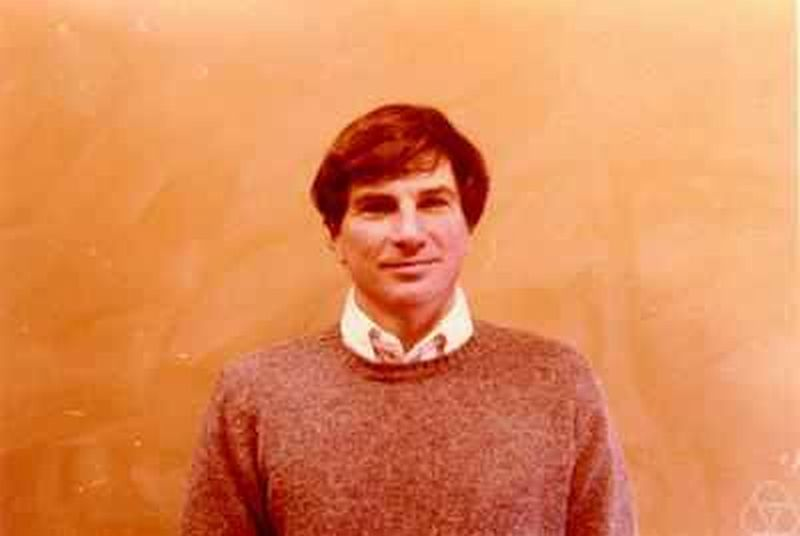
Edward B. Curtis, Seattle 1978

Edward Baldwin Curtis (* 13. März 1933 in Newburyport, Massachusetts; † 2. April 2024) war ein US-amerikanischer Mathematiker.

## Leben und Wirken
Edward Curtis studierte an der Harvard University und erwarb dort 1954 seinen Bachelor. Nach einem Aufenthalt an der University of Oxford 1958 bis 1959 wurde er 1962 wieder in Harvard zum Ph.D. promoviert. Seine The Lower Central Series for Free Group Complexes betitelte Doktorarbeit wurde von Raoul Bott betreut. Anschließend wechselte Curtis ans Massachusetts Institute of Technology, wo er Instructor (1962–1964), Assistant Professor (1964–1967) und Associate Professor (1967–1970?) wurde. Seit 1970 war er bis zu seiner Emeritierung an der University of Washington in Seattle. 
Seine Forschungsgebiete waren Graphentheorie und Netzwerke. 1967 erhielt er für seine Studien zur Algebraischen Topologie das Guggenheim-Stipendium und 1972 den Leroy P. Steele Prize für seine Arbeit Simplicial homotopy theory.

## Werke
- The Lower Central Series for Free Group Complexes. Thesis (Ph.D.), Harvard University, 1962
- Simplicial homotopy theory. In: Advances in Mathematics. Band 6, 1971, ISSN 0001-8708, S. 107–209, doi:10.1016/0001-8708(71)90015-6
- Edward B. Curtis und James A. Morrow: Inverse problems for electrical networks (= Series on applied mathematics, Band 13). World Scientific, Singapore [u. a.] 2000, ISBN 981-02-4174-7 (Teildigitalisat)